# Xã đặc quyền Berlin, Michigan
Xã Berlin (tiếng Anh: Berlin Township) là một xã thuộc quận Monroe, tiểu bang Michigan, Hoa Kỳ. Năm 2010, dân số của xã này là 9.299 người.